# Saci-díj
A Saci-díj (Prêmio Saci) az egyik legjelentősebb brazil színház- és filmművészeti díj. Az O Estado de São Paulo újság adja át minden évben.

## Története
Az 1950-es és 1960-as években ez volt a brazil nemzeti filmművészet legnagyobb díja.
Szobra Sacit, a a brazil folklór híres alakját jelképezi, amelyet egy olvasó javasolt az újság által meghirdetett pályázaton. A díj szobrát Victor Brecheret képzőművész készítette.

## Díjazottak (válogatás)
- Inezita Barroso (1953 és 1955)
- Tônia Carrero
- Walmor Chagas (1956)
- Cyro Del Nero[5]
- Jorge Dória[6]
- Rudolf Icsey
- Odete Lara (1957)
- Eliane Lage (1953) a Sinhá Moça tévésorozatban nyújtott teljesítményéért
- Nydia Licia[7]
- Osvaldo Moles
- Rachel de Queiroz (1954)
- Mário Sérgio (1953)
- Ruth de Souza
- Eva Wilma[8]